# Katie Ryan
Katherine Ryan detta Katie (Dallas, 3 gennaio 1993) è un'ex sciatrice alpina statunitense.

## Biografia
Katie Ryan ha debuttato in gare valide ai fini del punteggio FIS il 13 dicembre 2008 partecipando allo slalom gigante tenutosi sul tracciato di Winter Park negli Stati Uniti, senza completarlo. Il 30 novembre dell'anno seguente, nella stessa specialità, ha esordito in Nor-Am Cup ad Aspen, sua località d'origine, giungendo 36ª, mentre il 27 febbraio 2012 ha debuttato in Coppa Europa, senza qualificarsi per la seconda manche dello slalom gigante disputato ad Abetone.
Il 1º dicembre 2012 ha conquistato il primo podio in Nor-Am Cup, in supergigante a Copper Mountain, mentre si è aggiudicata il primo successo cinque giorni dopo, sullo stesso tracciato, in discesa libera. Esattamente un anno dopo, il 6 dicembre 2013, ha esordito a Lake Louise in Coppa del Mondo, classificandosi 54ª in discesa libera. Il 13 marzo 2014 ha ottenuto a Nakiska in supergigante la sua ultima vittoria in Nor-Am Cup e 15 dicembre dello stesso anno l'ultimo podio nel circuito, nel supergigante di Panorama (3ª).
Il 19 gennaio 2015 ha colto a Cortina d'Ampezzo in supergigante il suo miglior piazzamento in Coppa del Mondo (38ª) e il 25 gennaio successivo ha disputato la sua ultima gara nel circuito, il supergigante di Sankt Moritz che non ha completato; si è ritirata durante quella stessa stagione 2014-2015 e la sua ultima gara è stata il supergigante di Coppa Europa disputato il 29 gennaio a Hinterstoder, chiuso dalla Ryan al 14º posto. In carriera non ha preso parte né a rassegne olimpiche né iridate.

## Palmarès

### Nor-Am Cup
- Miglior piazzamento in classifica generale: 2ª nel 2014
- Vincitrice della classifica di discesa libera nel 2013 e nel 2014
- 14 podi:
  - 7 vittorie
  - 3 secondi posti
  - 4 terzi posti

#### Nor-Am Cup - vittorie
| Data             | Località         | Paese       | Specialità |
| ---------------- | ---------------- | ----------- | ---------- |
| 6 dicembre 2012  | Copper Mountain  | Stati Uniti | DH         |
| 8 febbraio 2013  | Apex             | Canada      | DH         |
| 9 febbraio 2013  | Apex             | Canada      | DH         |
| 11 dicembre 2013 | Copper Mountain  | Stati Uniti | DH         |
| 12 dicembre 2013 | Copper Mountain  | Stati Uniti | DH         |
| 12 febbraio 2014 | Mont-Sainte-Anne | Canada      | DH         |
| 13 marzo 2014    | Nakiska          | Canada      | SG         |

Legenda:

DH = discesa libera

SG = supergigante

### Campionati statunitensi
- 2 medaglie[1][2]:
  - 1 argento (discesa libera nel 2013)
  - 1 bronzo (discesa libera nel 2014)

### Campionati statunitensi juniores
- 1 oro (supergigante nel 2012)[1]